# Jessica Lutz
Pour les articles homonymes, voir Lutz.
Jessica Lutz (née le 24 mai 1989 à Winterthour) est une joueuse suisse de hockey sur glace qui évoluait en sélection nationale en tant qu'attaquante. Elle remporte une médaille de bronze olympique lors du tournoi féminin aux Jeux olympiques d'hiver de 2014, à Sotchi.

## Statistiques

### En club
| Saison    | Équipe                 | Ligue |    | Saison régulière | Saison régulière | Saison régulière | Saison régulière | Saison régulière |   | Séries éliminatoires | Séries éliminatoires | Séries éliminatoires | Séries éliminatoires | Séries éliminatoires |
| Saison    | Équipe                 | Ligue | PJ | B                | A                | Pts              | Pun              | PJ               | B | A                    | Pts                  | Pun                  |                      |                      |
| 2007-2008 | Huskies du Connecticut | NCAA  | 23 | 0                | 0                | 0                | 0                |                  |   |                      |                      |                      |                      |                      |
| 2008-2009 | Huskies du Connecticut | NCAA  | 35 | 1                | 3                | 4                | 12               |                  |   |                      |                      |                      |                      |                      |
| 2009-2010 | Huskies du Connecticut | NCAA  | 37 | 3                | 10               | 13               | 20               |                  |   |                      |                      |                      |                      |                      |

### En équipe nationale
| Année | Équipe | Compétition          |   | PJ | B | A | Pts | Pun                |  | Résultat |
| 2013  | Suisse | Championnat du monde | 5 | 2  | 0 | 2 | 4   | Sixième            |  |          |
| 2014  | Suisse | Jeux olympiques      | 6 | 2  | 1 | 3 | 2   | Médaille de bronze |  |          |